# 구 일본우선주식회사 인천지점
구 일본우선주식회사 인천지점(舊 日本郵船株式會社 仁川支店)은 개항 이후 인천의 해운업을 독점하였던 일본우선주식회사의 인천지점으로 대한민국의 국가등록문화재 제248호이다. 현재 인천아트플랫폼 아카이브로 활용되고 있다.

## 역사
1883년 4월에 우편기선 미쓰비시회사(郵便汽船 三菱會社) 부산지점의 인천출장소로 개설되었다. 이후 1885년 10월에 우편기선 미쓰비시회사와 공동운수회사가 합병되어 일본우선주식회사가 설립되자 1886년 7월 16일에 일본우선주식회사 인천출장소는 인천지점으로 승격되었다.
건물의 준공 시기는 1888년 말에서 1889년 초로 추정되며 현존하는 대한민국의 근대건축물 중에서 가장 이른 시기에 속한다. 1915년 이후 건물은 매각되어 몇차례 건물주가 바뀌지만 해운업에 종사하는 인물들에게 매각되었기 때문에 계속 해운회사의 사무실로 사용되었다. 광복 이후에도 해운관련 회사의 업무용 건물로 사용되다가 최근 리모델링을 거쳐 인천아트플랫폼의 아카이브로 사용되고 있다.

## 특징
지붕구조에 사용된 트러스는 당시로서는 상당히 큰 규모의 평면을 단일트러스로 구성하고 있다. 북측방 트러스에 설치되어 있는 목재함과 이와 연관된 내벽구성으로 인한 독특한 평면이 구성되어 있다. 입면구성에 있어서 서양 고전건축 중에서도 도릭양식(Doric oder)을 모방한 절충주의수법을 잘 보여주고 있다. 건축 당시인 1880년대 후반의 창호와 조적벽을 원형 그대로 유지하고 있다.

## 갤러리

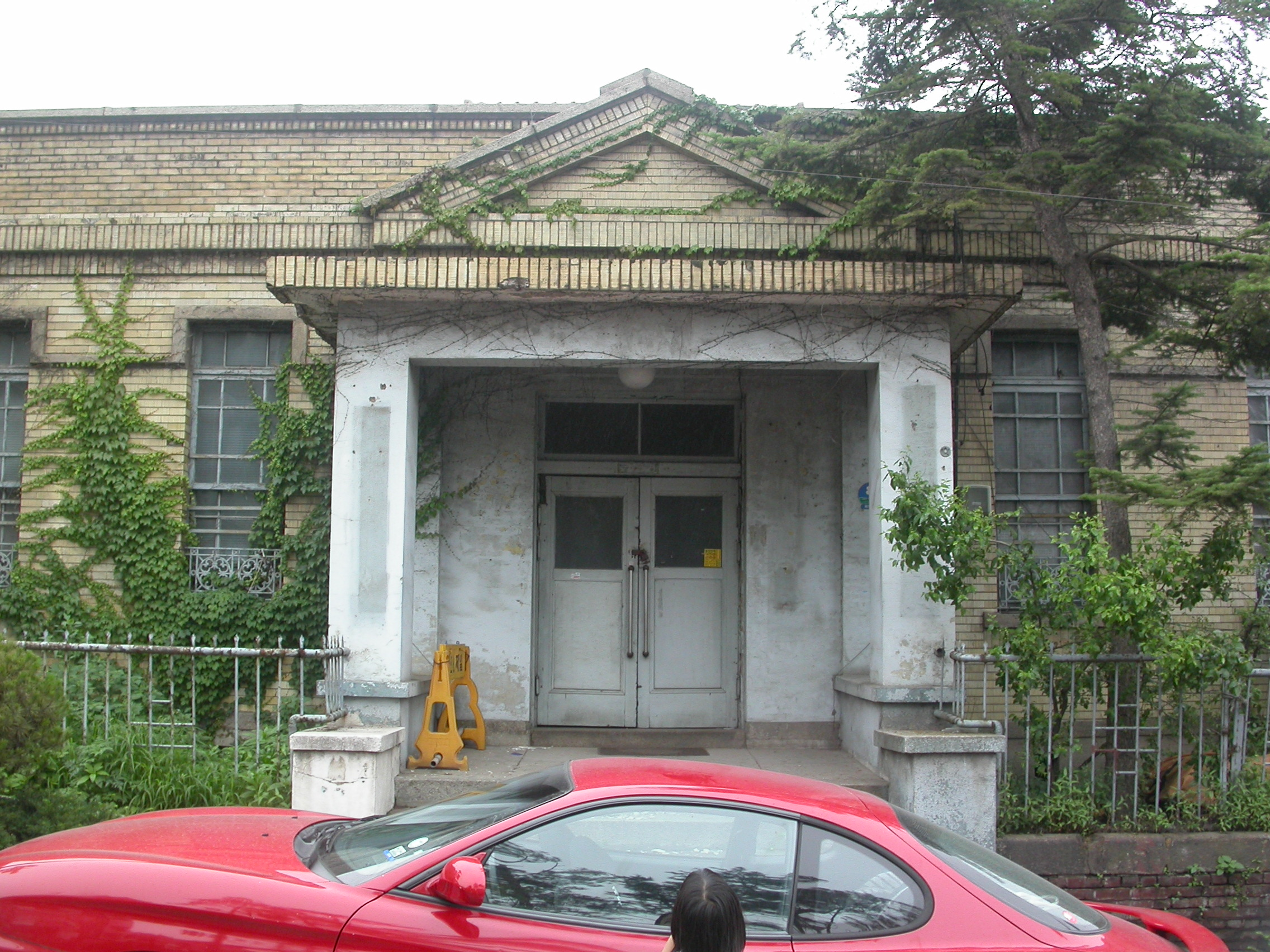
2005년 7월 2일